# Profetas do Islão
Esta página contém alguns caracteres especiais e é possível que a impressão não corresponda ao artigo original.
O Alcorão identifica uma série de homens como profetas do Islão. Os muçulmanos acreditam que estes indivíduos receberam de Alá (Allah, "Deus") a missão especial de orientar os seres humanos no caminho do monoteísmo e do bem. Muitos destes profetas são também referidos nos textos sagrados do judaísmo e do cristianismo.
O Islão distingue dois tipos de profeta: os que receberam de Deus a missão de dar a conhecer aos homens a vontade divina (anbiya; singular: nabi) e os que para além desta função lhes foi entregue uma escritura revelada (rusul; singular: rasul, "mensageiro"). Neste último tipo de profeta encontra-se, por exemplo, Musa (Moisés) que recebeu como escritura revelada a Torá (nome do documento Judeu, equivalente ao chamado Pentateuco, que é parte do Antigo Testamento da Bíblia, para os Cristãos).
Adam (Adão) foi o primeiro profeta, após a sua expulsão do Jardim do Éden, Deus perdoou a sua falta, razão pela qual o Islão não aceita o conceito de pecado original. O penúltimo profeta foi Issa (Jesus), que os muçulmanos acreditam ter profetizado a vinda de Maomé. Os muçulmanos aceitam o nascimento de Issa a partir de uma virgem, mas não acreditam que ele tenha morrido na cruz; em vez disso Issa ascendeu ao céu.
Todos os profetas são humanos e não seres divinos. Os muçulmanos devem acreditar em todos eles, sem fazer qualquer tipo de distinção. Quando um muçulmano se refere ao nome de um profeta ele acrescenta "que a Paz e Bênção de Deus estejam sobre ele" em sinal de respeito.
Cinco profetas são alvo de particular atenção no Islão: Nu (Noé), Ibraim (Abraão), Muça (Moisés), Issa (Jesus) e Maomé, que foi o último profeta, sendo por isso conhecido como o Selo dos Profetas.

## Profetas no Alcorão
Os seguintes vinte e cinco homens são apresentados como profetas no Alcorão; os seus nomes bíblicos em língua portuguesa encontram-se entre parênteses.
- Adão (Adão) آدم
- Idris (Enoque) ادريس
- Nu (Noé) نوح
- Hude (Éber) هود
- Salé (Selá) صالح
- Ibraim (Abraão) ابراهيم
- Lute (Ló) لوط
- Ismail (Ismael) اسماعيل
- Ixaque (Isaque) اسحاق
- Iacube (Jacó) يعقوب
- Iúçufe (José) يوسف
- Aiube (Jó) أيوب
- Xuaibe (Jetro) شعيب
- Muça (Moisés) موسى
- Harune (Arão) هارون
- Zulkifl (Ezequiel) ذو الكفل
- Daúde (Davi) داود
- Solimão (Salomão) سليمان
- Ilias (Elias) إلياس
- Iaça (Eliseu) اليسع
- Iunus (Jonas) يونس
- Zacaria (Zacarias) زكريا
- Iáia (João Batista) يحيى
- Issa (Jesus) عيسى
- Maomé محمد